# Sublime with Rome
Sublime with Rome é uma colaboração musical entre Eric Wilson(e anteriormente Bud Gaugh), ambos anteriormente da banda Sublime, e o cantor e guitarrista Rome Ramirez. O grupo tem principalmente em seu repertório músicas da banda Sublime, que foi liderada por Bradley Nowell até sua morte em 1996. O sufixo "Rome" se refere ao nome do cantor Rome Ramirez.
Com a morte de Bradley em 1996 devido a uma overdose de heroína, os integrantes restantes resolveram encerrar imediatamente as atividades do grupo. Em 2009, eles decidiram se reunir com um novo vocalista e guitarrista, Rome Ramirez.  No entanto, poucas semanas depois de se apresentarem em um Festival organizado pelo Cypress Hill, Juiz de Los Angeles proibiu o trio de utilizar o nome "Sublime". Em Janeiro de 2010, após entrarem em acordo com familiares de Bradley, o processo foi arquivado e o grupo atualmente atende pelo nome"Sublime with Rome"

## História

### Pre-Sublime with Rome (1997-2009)
Em 1997, Bud Gaugh e Eric Wilson começaram Long Beach Dub Allstars, o primeiro projeto deles desde a morte de Bradley Nowell. A banda tocou canções do Sublime e também material novo. Após o fim da banda em 2002, Eric formou Long Beach Shortbus, enquanto isso, Bud formou Eyes Adrift e Volcano(que também era formado pelo guitarrista/vocalista do Meat Puppets, Curt Kirkwood).
Em fevereiro de 2009, Bud e Eric se reuniram para um show em Nevada usando o nome Sublime. Eles se juntaram a um novo vocalista e guitarrista cuja identidade não foi informada; em 1 de março de 2009, Eric confirmou que o novo vocalista tinha 20 anos de idade e era natural da Califórnia: Rome Ramirez, que já havia colaborado com Eric em outras oportunidades. O trio tocou novamente no Smokeout Festival 's, em 24 de outubro de 2009, em San Bernardino, Califórnia. O festival também contou com shows de bandas como: Slipknot, Deftones, Bad Brains e Pennywise.

## Discografia
- Yours Truly (2011)
- Sirens (2015)
- Blessings (2019)